# QED (logiciel)
Pour les articles homonymes, voir QED.
QED est un éditeur de texte ligne par ligne.
Il a été écrit à l'origine par Butler Lampson et L. Peter Deutsch pour le SDS 940, probablement en 1966. Ken Thompson en a ensuite écrit une version pour CTSS. Cette version avait la particularité d'introduire pour la première fois les expressions rationnelles (encore appelées "expressions régulières"). QED a influencé l'éditeur traditionnel des systèmes UNIX ed, ainsi que le moins populaire sam de Rob Pike. Une version canadienne de QED, appelée FRED (pour FRiendly EDitor, « éditeur convivial »), a été écrite par Peter Fraser au sein de l'Université de Waterloo pour le système GCOS de Honeywell.